# Misteldvärgtyrann
Misteldvärgtyrann (Zimmerius parvus) är en fågel i familjen tyranner inom ordningen tättingar.

## Utseende
Misteldvärgtyrannen är en liten och färglös tyrann. Karakteristiskt är ett vitaktigt ögonbrynsstreck, liten näbb och bjärt gula kanter på vingpennorna. Sittande fåglar har en relativt vågrät hållning, med stjärten något rest.

## Utbredning och systematik
Fågeln förekommer från Honduras till allra nordvästligaste Colombia. Den behandlas som monotypisk, det vill säga att den inte delas in i några underarter. Tidigare behandlades den som underart till oansenlig dvärgtyrann (Z. vilissimus) och vissa gör det fortfarande.

## Levnadssätt
Misteldvärgtyrannen hittas i skogar, plantage och undervegetation. Där ses den vanligen enstaka eller i par i skogens mellersta och övre skikt där den mestadels lever av bär.

## Status och hot
Arten har ett stort utbredningsområde, men tros minska i antal, dock inte tillräckligt kraftigt för att den ska betraktas som hotad. Internationella naturvårdsunionen IUCN listar arten som livskraftig (LC).

## Namn
Släktesnamnet Zimmerius hedrar amerikanske ornitologen John Todd Zimmer.